# 深溝断層

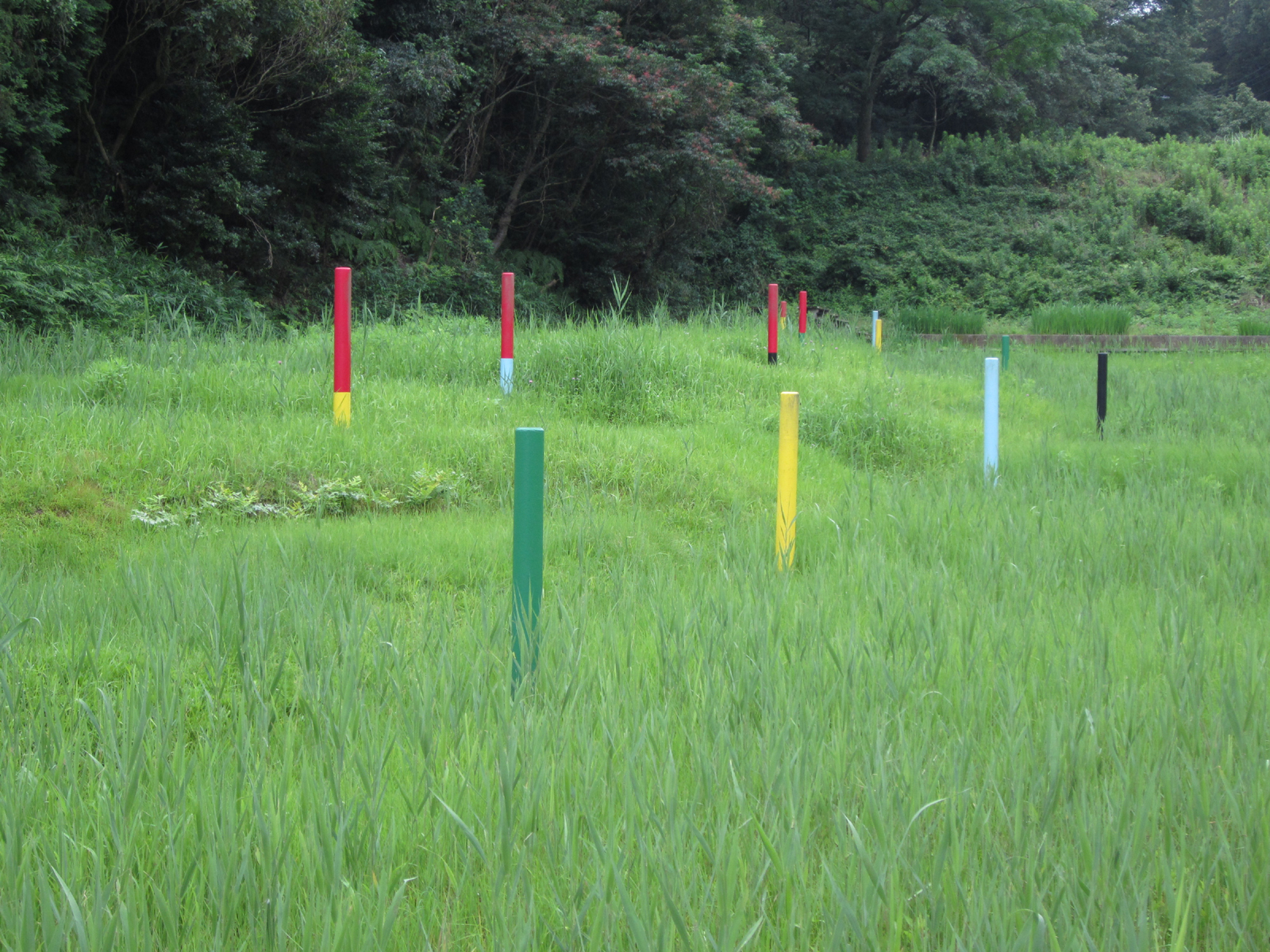
深溝断層の様子

深溝断層（ふこうずだんそう）は、愛知県額田郡幸田町深溝にある断層。

## 歴史
この断層は1945年（昭和20年）1月13日（土曜日）に起こった三河地震に伴って出現した。太平洋戦争の末期であり、戦意に影響を及ぼすという政府の判断により、地震の詳細な発生状況や被害が報道されることはなかった。このため、当時の状況を正確に伝えるのは実際に地震を体験した人のみである。
1975年（昭和50年）、深溝の断層露頭が「三河地震による地震断層」として愛知県指定天然記念物に指定された。
1988年（昭和63年）には電力中央研究所によって深溝断層のトレンチ調査が行われた。幸田町郷土資料館にはこのトレンチ調査の際の「深溝断層剥ぎ取り試料」が展示されている。

## 規模
深溝断層は延長20キロメートル（海底部分で約10キロ）、三河湾の中央から北に向かい形原町（現在の蒲郡市西部）付近から三ヶ根山の東側を彎曲しながら通り、幸田町深溝（三ケ根駅の南側）でほぼ直角に西へと曲がって幸田町地内で一旦地表から消失する。その南西、吉良町宮迫から西へ向かい津平付近までの約2.5キロメートル、津平から北に向かい、西尾市方面へ向かう、同じく三河地震で出現した約7キロメートルの副断層は「横須賀断層」と呼ばれ、これを含めると延長28キロメートルに及ぶ。
断層の南西側で隆起が、北東側で沈降が確認され、一部では1メートル程度の水平変位も見られた。

## ギャラリー

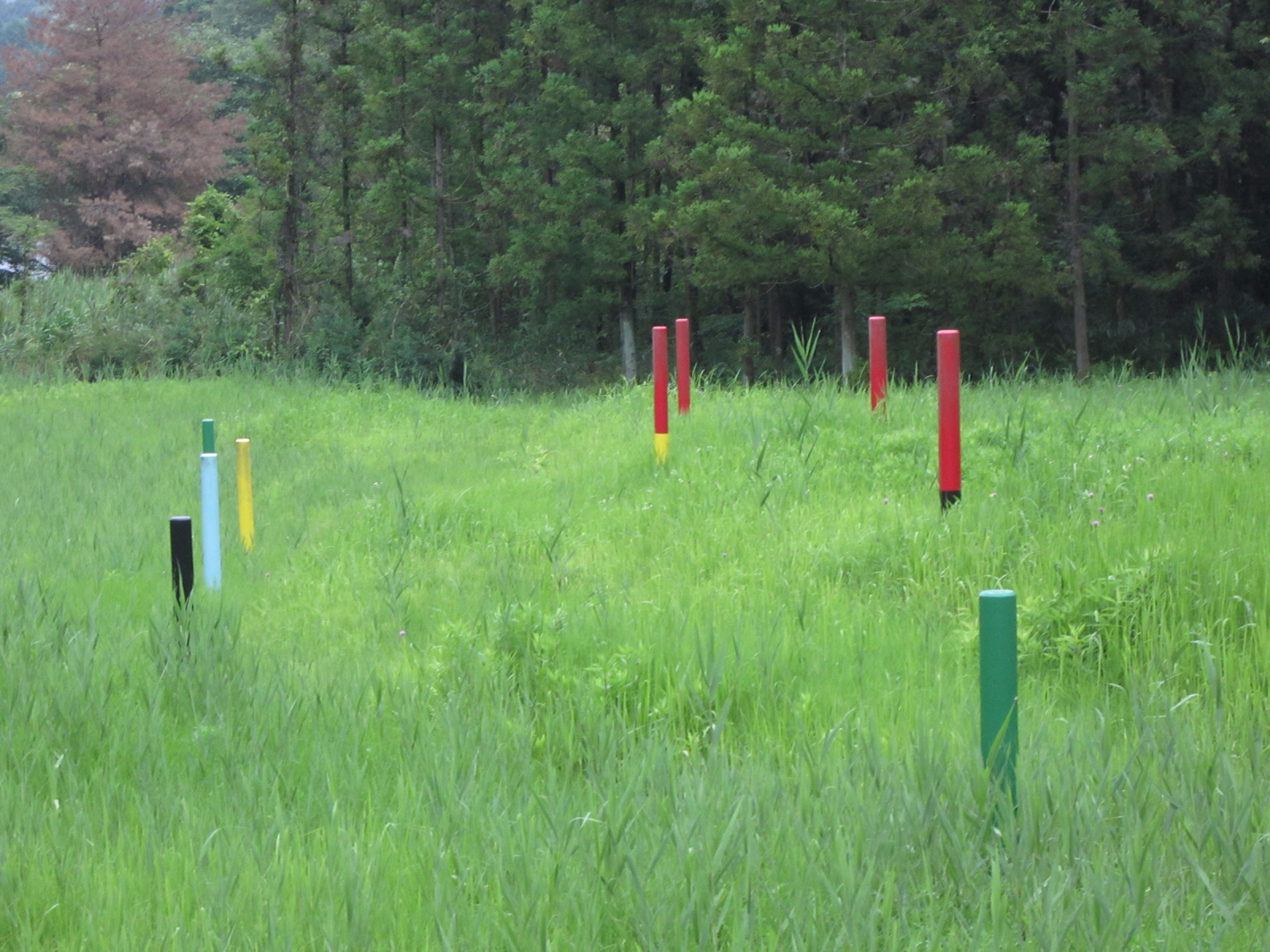
深溝断層の様子
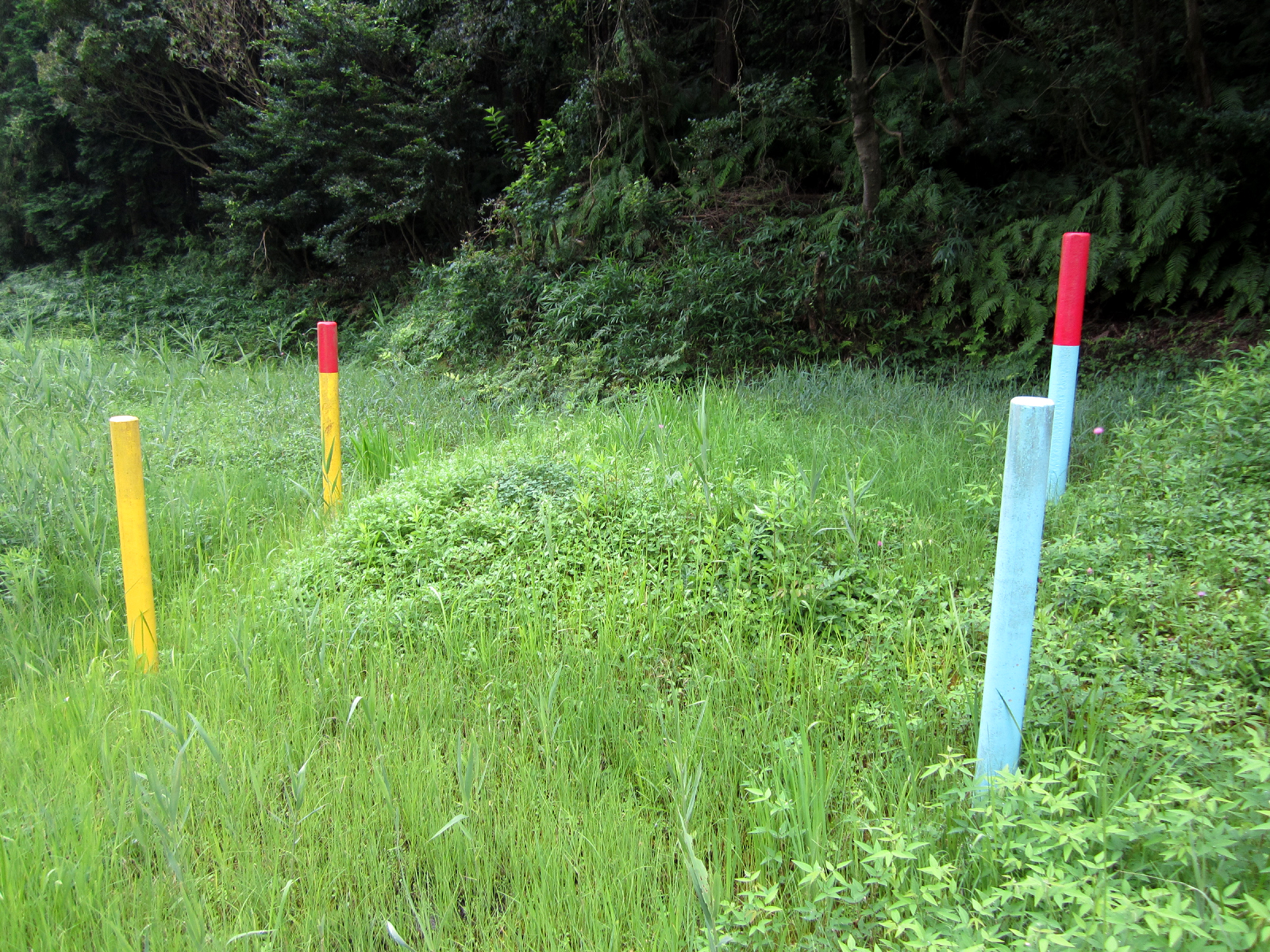
深溝断層の様子
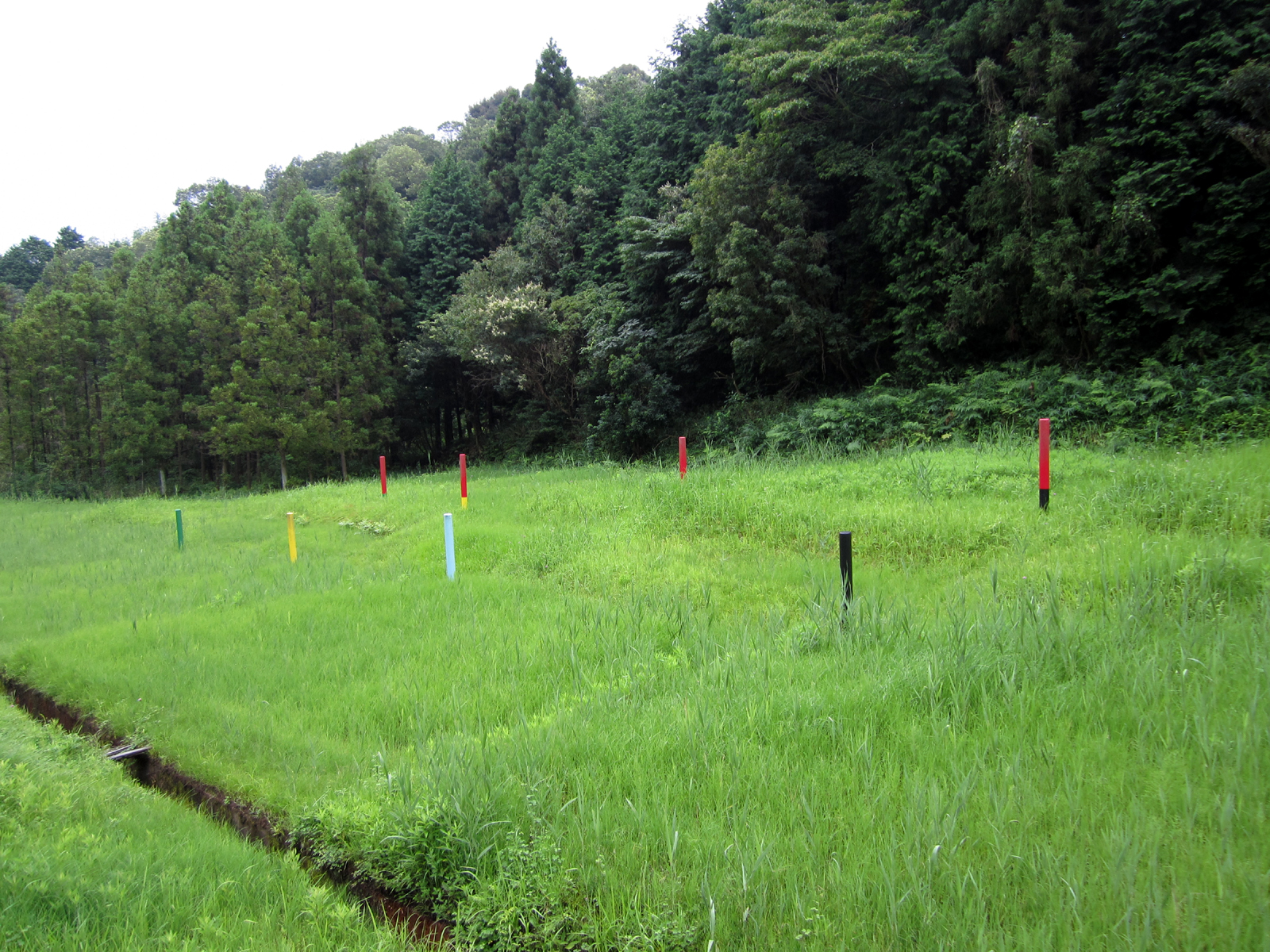
深溝断層の様子
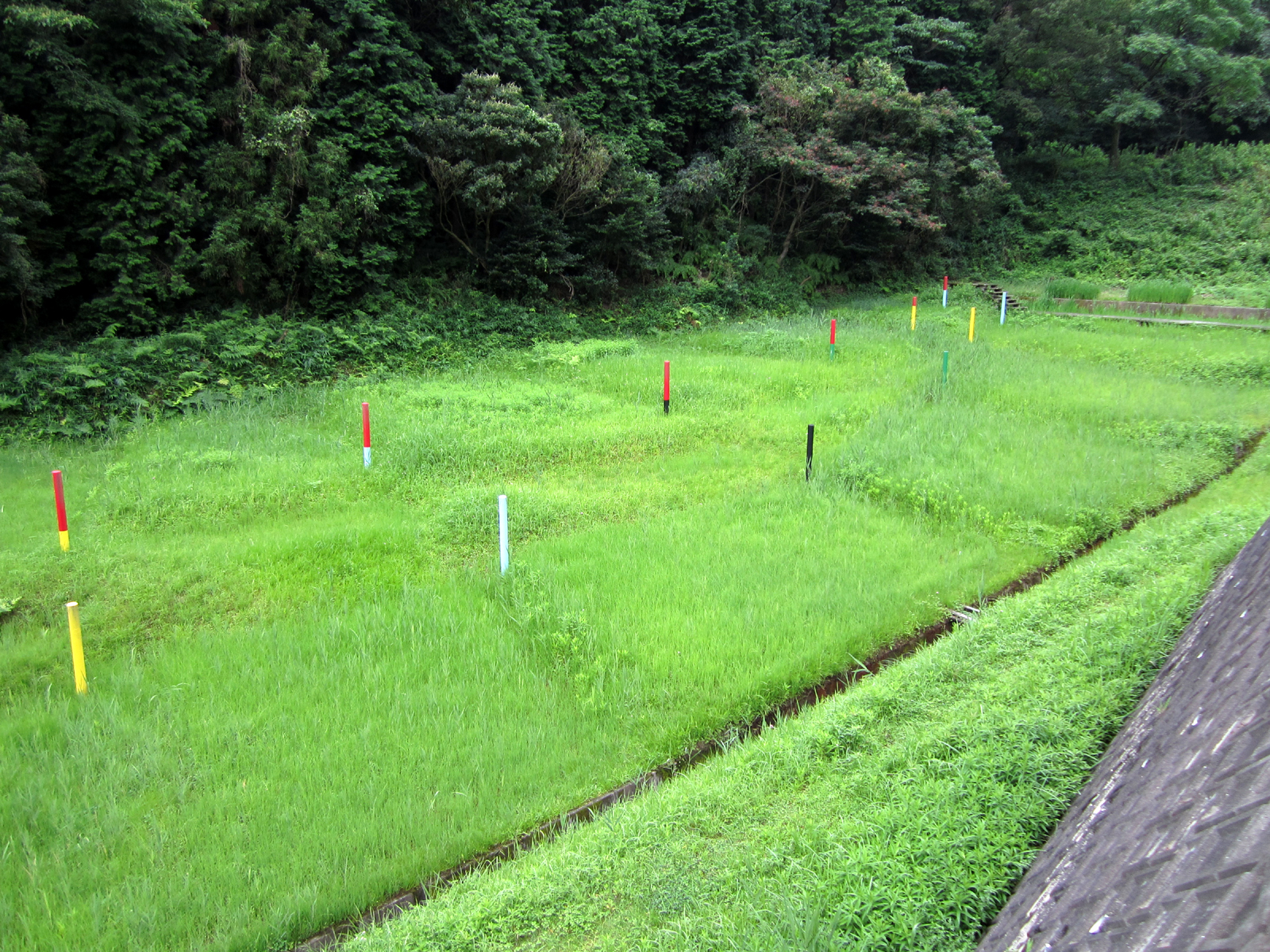
深溝断層の様子
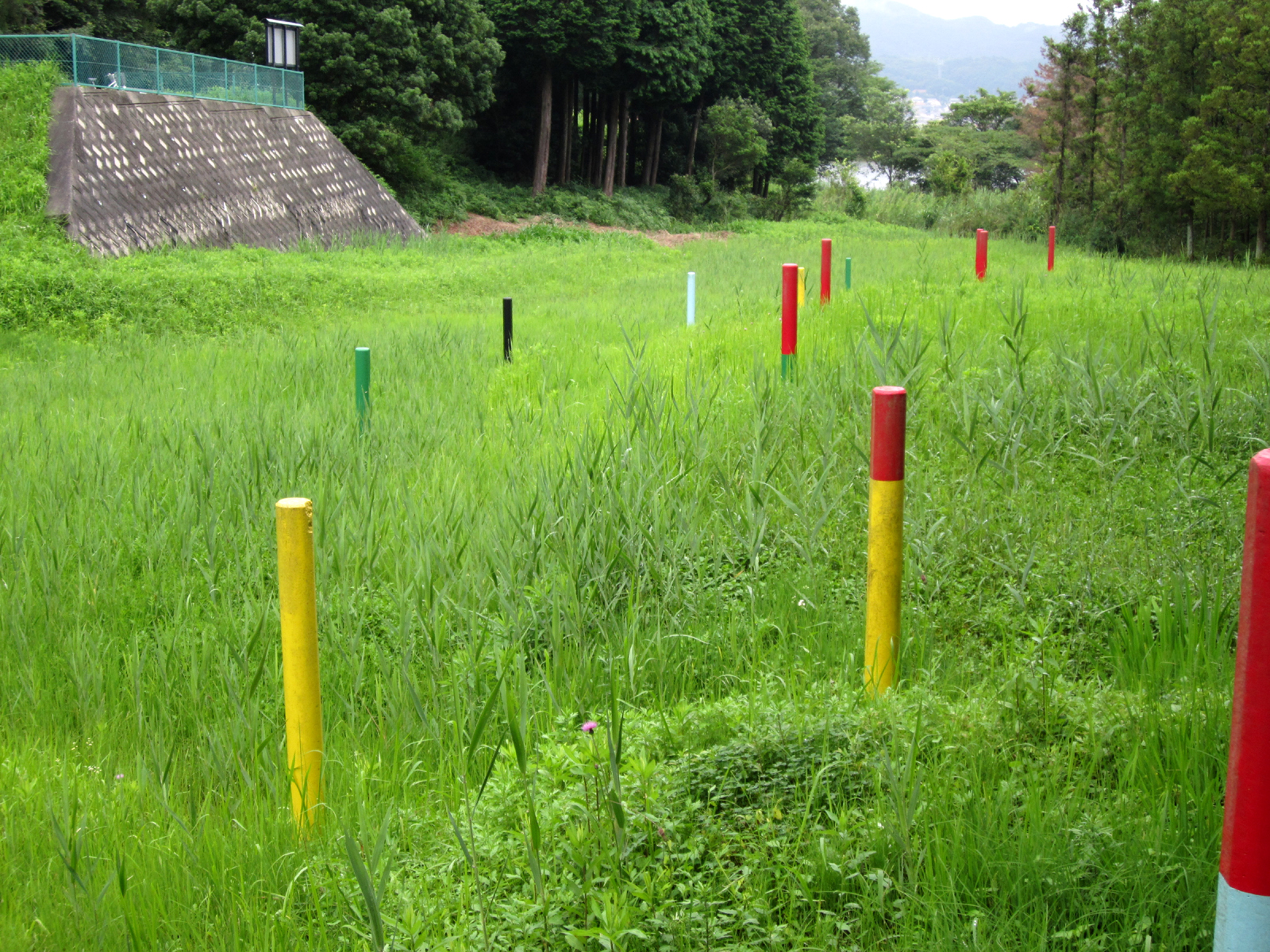
深溝断層の様子

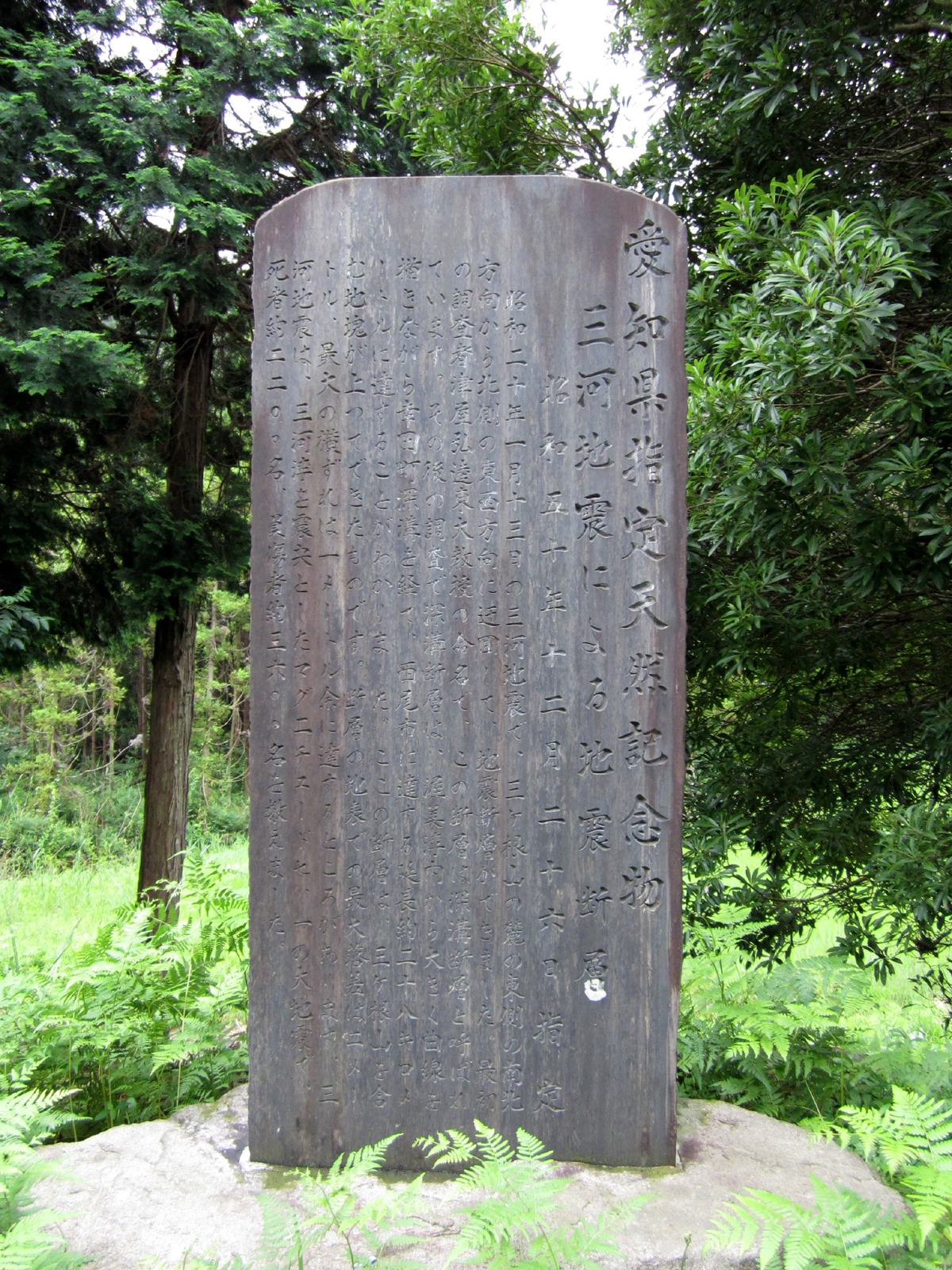
深溝断層にある石碑
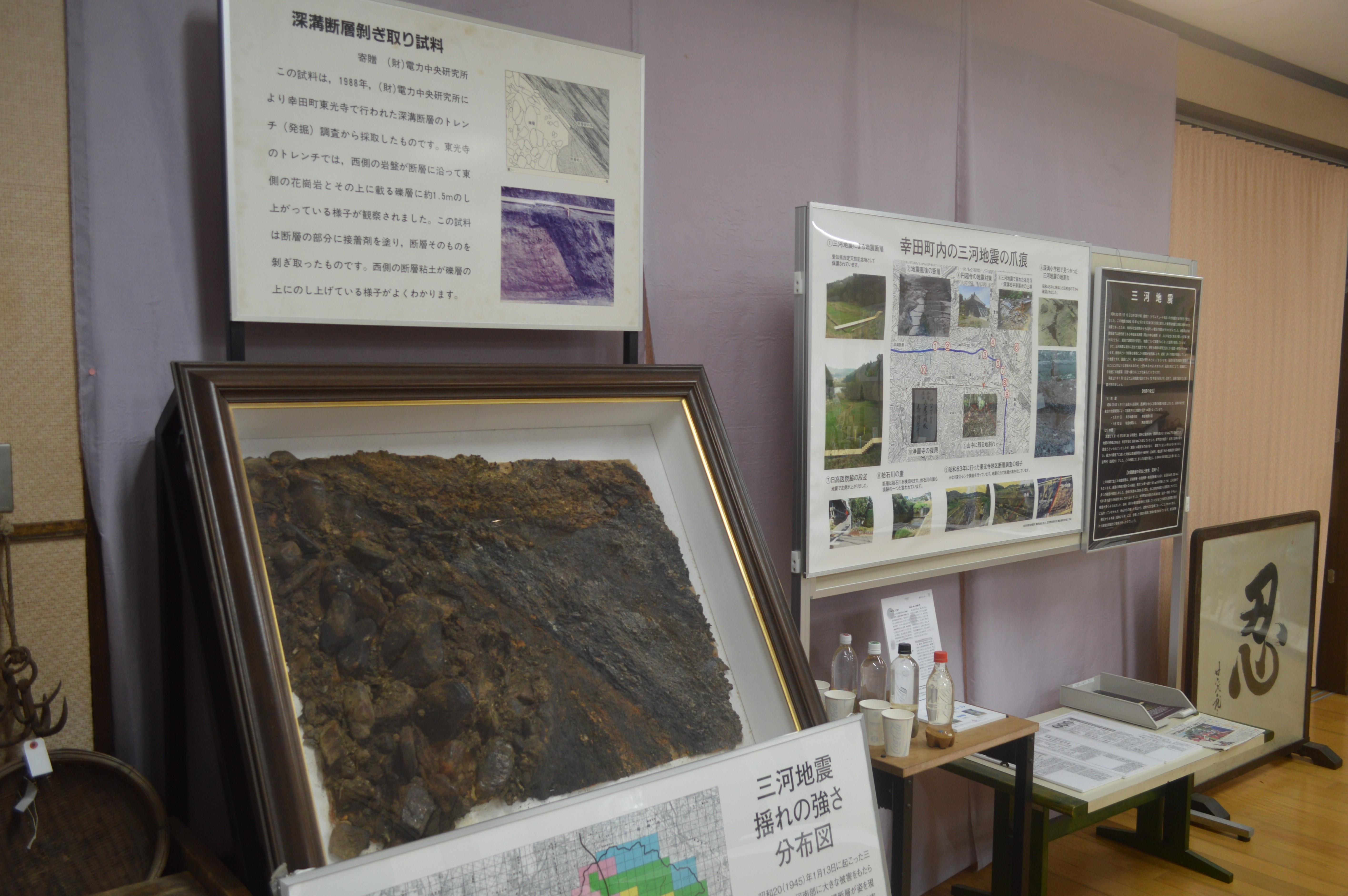
幸田町郷土資料館にある「深溝断層剥ぎ取り試料」